# Mikrofonija
Mikrofonija je pojav, pri katerem določene komponente v električnih napravah spremenijo mehanične vibracije v neželen električni signal (šum). Pojav prihaja iz analogij z mikrofonom, ki je narejen za pretvarjanje vibracij v električne signale.

## Definicija
Kadar je električna oprema zgrajena s pomočjo vakuumskih cevi, je mikrofonija pogosto resen dizajnerski problem. Nabiti elementi v vakuumskih ceveh lahko mehanično vibrirajo, spreminjajo razmak med elementoma, kar proizvede naboj, ki teče v cev in iz nje na način, identičen kondenzatorskem mikrofonu. Sistem je dovolj občutljiv na mikrofonijo, da lahko dobimo avdio povratne informacije, in naredi zvoke piskanja ali udarcev. Nekatere vakuumske cevi so za zmanjševanje teh učinkov izdelane z debelejšimi notranjimi izolacijskimi ploščami in z več podpore.
Z razvojem solid-state elektronike (tranzistorjev) je glavni vzrok mikrofonije preprečen, a ne popolnoma. Tudi ožičenja in kabli lahko kažejo mikrofonijo kot nabiti prevodniki, ki se premikajo, ti različni materiali lahko proizvedejo triboelektrično (»statično«) v obliki prasketanja in šumenja, ko se premikajo. To je posledica slabih kontaktov v posameznih žicah varoval, ki se drgnejo med seboj ali ob kovinsko površino.
Mikrofonija se lahko uporablja tudi za opisovanje video efektov starejših kamer pred uvedbo solid-state CDD senzorjev za snemanje slike, ko so vakuumske cevi opravljale to nalogo. Glasni zvoki v studiih, kot na primer igranje rock skupine ali strel iz puške, so povzročili da so cevi vibrirale in povzročile karakteristične moteče vodoravne trakove na sliki.

## Drugo
Izraz se včasih uporablja za opis zvokov, ki se prenašajo na uho fizično z mehanskimi vibracijami ali udarci na žice slušalke ali slušalke same, kadar ne pride do nobene motnje v električnem signalu.